# Pics de Casamanya
Pics de Casamanya – szczyt górski w Pirenejach Wschodnich. Administracyjnie położony jest w Andorze, na granicy parafii Ordino i Canillo. Wznosi się na wysokość 2742 m n.p.m.

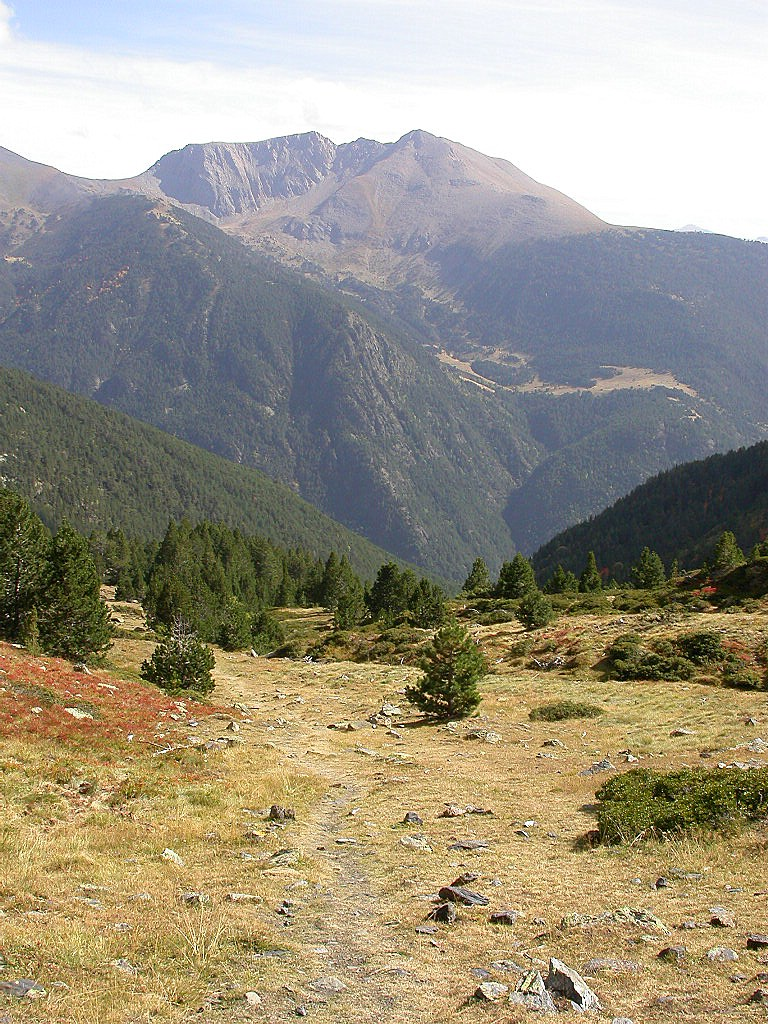
Szczyt Pics de Casamanya widziany z doliny potoku Riu d'Angonella

Na północny wschód od szczytu usytuowany jest Pic de l’Estanyó (2912 m n.p.m.), natomiast na południe położona jest przełęcz Coll d’Ordino (1981 m n.p.m.). 
Na szczyt góry wytyczony został szlak turystyczny o długości 3,75 km. Jego deniwelacja wynosi 736 m. Charakteryzuje się średnim stopniem trudności. Rozpoczyna się na przełęczy Coll d’Ordino i prowadzi na północ przez lasy Airola. Na szczycie znajduje się naturalny punkt widokowy. Ze względów bezpieczeństwa zaleca się korzystanie ze szlaku między końcem czerwca a końcem września.